# 堤修三
堤 修三（つつみ しゅうぞう、1948年（昭和23年）12月 - ）は、日本の元官僚、大学教授。長崎県立大学地域創造学部実践経済学科特任教授。元社会保険庁長官。長崎県長崎市出身。

## 略歴
- 1967年（昭和42年） 長崎県立長崎北高等学校卒業（第1回卒業生）
- 1970年（昭和45年） 国家公務員採用上級甲種試験（法律）合格
- 1971年（昭和46年） 東京大学法学部第1類（私法コース）卒業、厚生省入省
- 1986年（昭和61年）6月13日 厚生省大臣官房政策課企画官
- 1986年（昭和61年）7月22日 厚生省大臣官房人事課秘書官事務取扱
- 1987年（昭和62年）11月6日 厚生省大臣官房政策課企画官
- 1988年（昭和63年）7月15日 厚生省保健医療局整備課長
- 1990年（平成2年）6月29日 厚生省保険局保険課長
- 1991年（平成3年）7月9日 厚生省生活衛生局水道環境部計画課長
- 1993年（平成5年）6月29日 厚生省薬務局経済課長
- 1994年（平成6年）9月2日 厚生省老人保健福祉局企画課長
- 1996年（平成8年）7月2日 厚生省大臣官房会計課長
- 1998年（平成10年）1月9日 厚生省大臣官房審議官
- 2001年（平成13年）1月6日 厚生労働省老健局長
- 2002年（平成14年）8月30日 社会保険庁長官
- 2003年（平成15年）8月29日 依願退官
- 2003年（平成15年）11月1日 大阪大学大学院人間科学研究科教授
- 2016年（平成28年）4月1日 長崎県立大学地域創造学部実践経済学科特任教授

## 社会的活動
- 財団法人三井住友海上福祉財団理事
- 社会福祉法人大阪府社会福祉協議会社会貢献基金運営委員会委員長
- NPO法人地域ケア政策ネットワーク理事
- 社会福祉法人奉優会評議員
- 社会福祉法人浴風会国際長寿センター理事

## 著書
- 『社会保障――その既在・現在・将来』（社会保険研究所、2000年）
- 『文化の業としての社会保障――ひとりの厚生官僚が考えてきたこと』（法研、2002年）
- 『社会保障の構造転換――国家社会保障から自律社会保障へ』（社会保険研究所、2004年）
- 『社会保障改革の立法政策的批判――2005／2006年介護・福祉・医療改革を巡って』（社会保険研究所、2007年）
- 『市民生活における社会保険』（品田充儀と共著）（放送大学教育振興会、2008年）

| スタブアイコン | サブスタブ | この項目は、まだ閲覧者の調べものの参照としては役立たない、人物に関連した書きかけの項目です。この項目を加筆・訂正などしてくださる協力者を求めています（P:人物伝/PJ:人物伝）。 |